# Warren Newcombe
Warren Newcombe (Waltham, 28 aprile 1894 – Città del Messico, 3 agosto 1960) è stato un artista statunitense di effetti speciali.
Vinse due Oscar per i migliori effetti speciali, per i film Missione segreta (1944) e Il delfino verde (1947), e fu candidato per un altro premio nella stessa categoria per il film La signora Miniver (1942). Durante la sua carriera lavorò a più di 200 film.

## Filmografia parziale
- La signora Miniver (Mrs. Miniver), regia di William Wyler (1942)
- Missione segreta (Thirty Seconds Over Tokyo), regia di Mervyn LeRoy (1944)
- Il delfino verde (Green Dolphin Street), regia di Victor Saville (1947)
- Bulli e pupe (Guys and Dolls), regia di Joseph L. Mankiewicz (1955)